# Roslin Hashim
Muhammad Roslin Hashim, né le 23 octobre 1975 à Kota Bharu, est un joueur malaisien de badminton.

## Carrière
Il est médaillé de bronze en double mixte avec Chor Hooi Yee aux Jeux d'Asie du Sud-Est de 1995, médaillé de bronze en simple messieurs aux Jeux d'Asie du Sud-Est de 1999, médaillé d'or en simple messieurs aux Jeux d'Asie du Sud-Est de 2001 et médaillé de bronze en simple messieurs aux Jeux d'Asie du Sud-Est de 2003.